# International Security Agency
International Security Agency, veelal kortweg ISA genoemd, is een van de grootste Nederlandse beveiligingsbedrijven dat zich met name richt op evenementenbeveiliging. Daarnaast verzorgt het bedrijf ook facilitaire diensten als verkeer- en parkeerbeheer, brandwachten, crowd management, kaartverkoop, BHV en EHBO, garderobepersoneel, toiletjuffrouwen en Mystery shoppers.
Op het gebied van beveiliging biedt ISA ook persoonsbeveiliging, objectbeveiliging en winkelsurveillance, eventueel door hondengeleiders. Daarnaast worden verscheidene opleidingen aangeboden, zoals die voor BHV en EHBO en een interne opleiding tot Event Security Officer.
ISA heeft vestigingen in Heeg en Amsterdam.